# Bueu

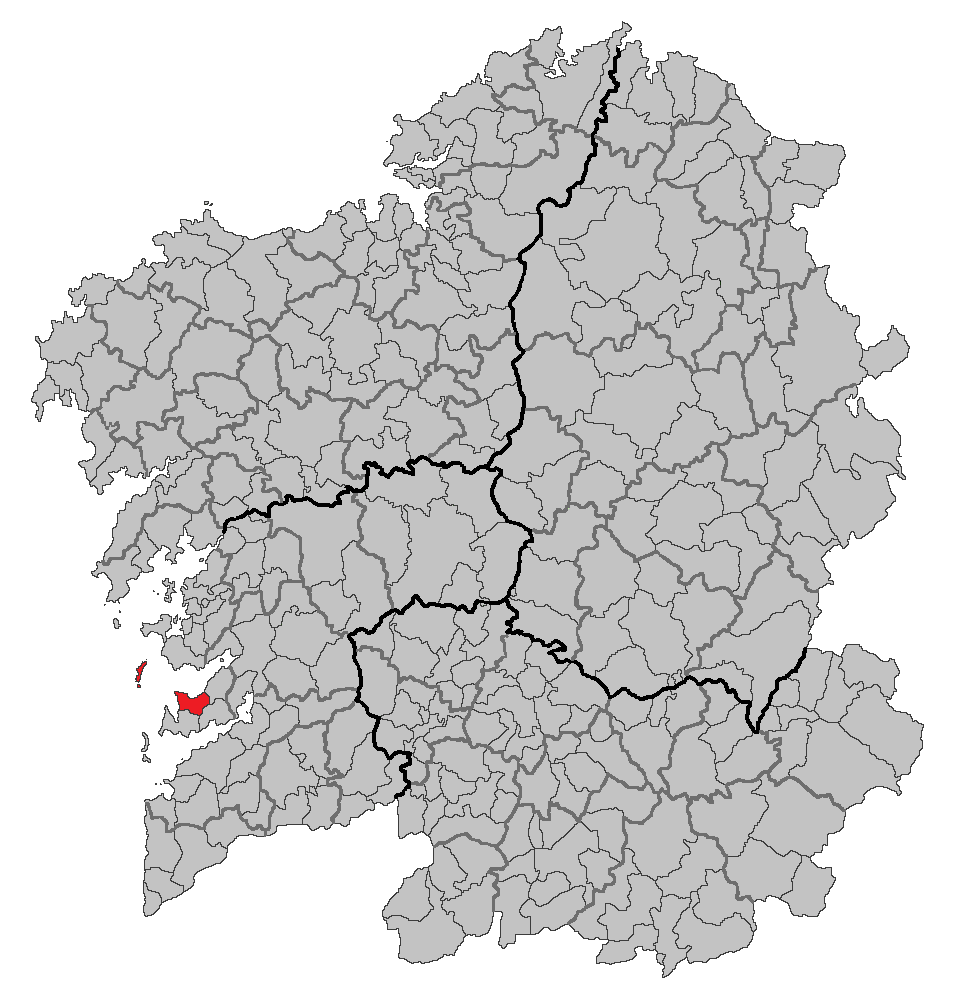
Localização de Bueu

Bueu é um município da Galiza (Espanha) localizado na província de Pontevedra, na Comarca do Morraço. Sua área é de 30,8 km² com população de 12440 habitantes (2007) e densidade populacional de 403,9 hab./km².

## Paróquias
A vila de Bueu é dividida em seis paróquias: Beluso, São Martinho, São Martinho de Fora, Cela, Ermelo e Ilha de Ons.

## Demografia
| Variação demográfica do município entre 1991 e 2004 | Variação demográfica do município entre 1991 e 2004 | Variação demográfica do município entre 1991 e 2004 | Variação demográfica do município entre 1991 e 2004 |
| --------------------------------------------------- | --------------------------------------------------- | --------------------------------------------------- | --------------------------------------------------- |
| 1991                                                | 1996                                                | 2001                                                | 2004                                                |
| 12509                                               | 12599                                               | 12350                                               | 12483                                               |